# Rue Sofokléous
La rue Sofokléous (en grec moderne : Οδός Σοφοκλέους, « rue de Sophocle ») est une rue du centre historique d'Athènes.

## Situation et accès
C'est une rue perpendiculaire à la rue Athinás entre rue Stadíou et la rue Pireós. 

## Origine du nom
Elle porte le nom du grand tragédien grec qui fut également trésorier de la ligue de Délos.

## Historique
La Bourse d'Athènes était située au 10 de la rue Sofokléous, près de la rue Aiólou, jusqu'à son déménagement rue Kaválas en 2007. "Sofocleous street" désigne toujours par métonymie la Bourse d'Athènes.

## Sources
- (en) Cet article est partiellement ou en totalité issu de l’article de Wikipédia en anglais intitulé « Sofokleous_Street » (voir la liste des auteurs).